# Lagavulin
Lagavulin — винокурня солодового віскі в селі Лагавулін на півдні острова Айлей, Шотландія. На ній методом перегонки виготовляють односолодове шотландське віскі Айла.
Lagavulin належить компанії Diageo PLC, яка, утвореної злиттям компаній United Distillers & Vintners та Guinness. Точна структура власності залишається прихованою. Раніше він продавався як частина лінійки односолодових віскі Classic Malts of Scotland, якої зараз не існує.
Віскі Lagavulin зазвичай розливають в пляшки після 16-річної витримки та міцністю у 43 % об. Лінійка під назвою Distiller's edition додатково оздоблюється в діжках з-під хересу Педро Хіменес. Поряд з цим, регулярно випускається 12-річне віскі бочкової міцності та різні старіші та лімітовані серії.
Назва Lagavulin — це англізація виразу Lag a' Mhuilinn, що шотландською ґельською мовою означає млин у впадині.

## Винокурня

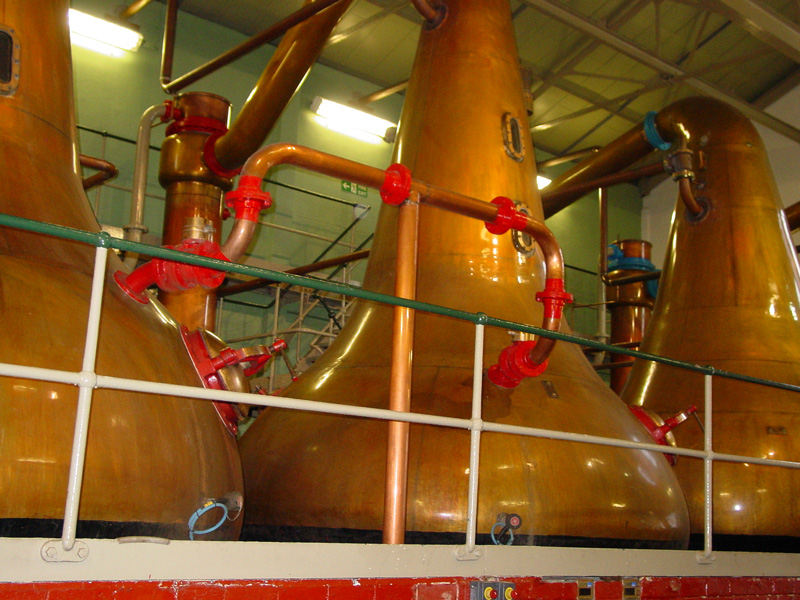
Перегонні куби на винокурні Lagavulin

Винокурня Lagavulin вважається офіційно заснованою 1816 року, коли Джон Джонстон та Арчібальд Кемпбелл Брукс побудували дві винокурні. Одна з них стала Lagavulin, поглинувши іншу, яку саме — не відомо. Документальні свідчення вказують, що незаконна перегонка принаймні на десяти незаконних винокурнях на цьому місці тривала аж до 1742 року. У XIX столітті кілька судових процесів відбулися із сусідньою винокурнею Laphroaig після того, як винокур з Лагавуліні сера Пітер Макі взяв в оренду винокурню Laphroaig. Кажуть, що Макі намагався скопіювати стиль Laphroaig. Оскільки вода та торф, що використовувалися на винокурні Lagavulin відрізнялися від тих що були використані на Laphroaig, результат був іншим. Сьогодні винокурня Lagavulin розташована в однойменному селі Лагавулін.
Lagavulin відоме тим, що виробляється з використанням повільної дистиляції у грушоподібних перегонних кубах. Для першого етапу перегонки на винокурні використовують два перегонних куби об'ємом по 11.000 літрів, а для другого етапу перегонки — два перегонні куби по 12.500 літрів кожен.

## Відзнаки

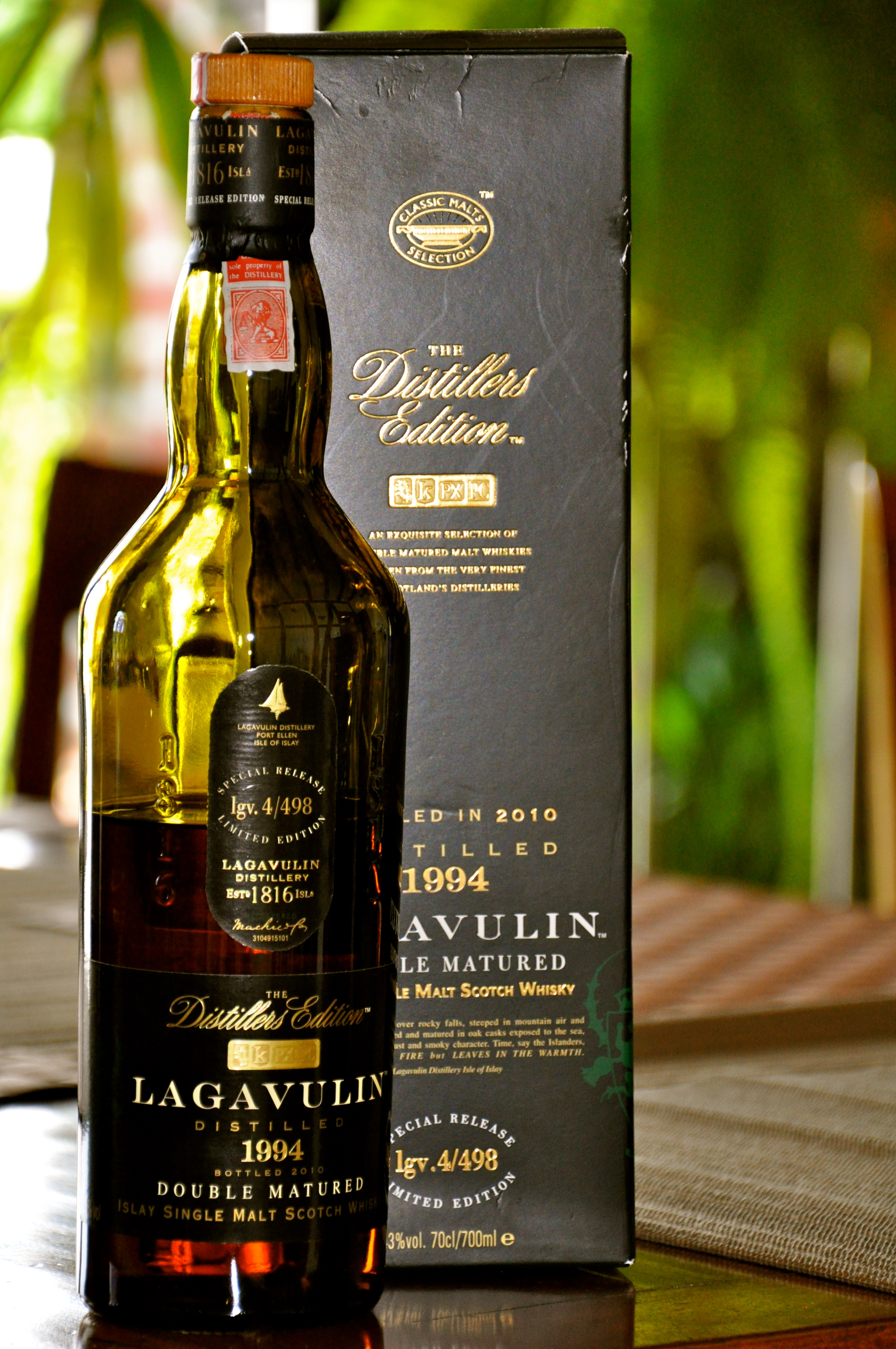
Lagavulin Distillers Edition

У міжнародних змаганнях серед віскі, як правило, 16-річне віскі Lagavulin отримував надзвичайно високі результати. Зокрема, на конкурсі San Francisco World Spirits Competition 16-річне віскі чотири роки поспіль отримував подвійні золоті медалі з 2005 по 2008 роки та здобував золоті медалі у інші роки. Журнал Wine Enthusiast Magazine дав 16-річному віскі оцінку у 90–95 пунктів у 2004 році. Агрегатор оцінки напоїв proof66.com, в якому зібрані середні бали від конкурсу San Francisco Spirits Competition, журналу Wine Enthusiast та інших, класифікував 16-річне віскі Lagavulin до найвищої категорії («Рівень 1»).

## Керівники
- Джек Вілсон близько 1974
- Ніл Джіллі 1975-80
- Ян Марланд 1980—1983
- Алістер Робертсон 1984—1988
- Грант Кармайкл 1988—1995
- Майк Ніколсон 1995–Жовтень 1998
- Дональд Ренвік 1998—2005
- Джон Томсон 2005—2006
- Грем Логі 2006—2008
- Пітер Кемпбелл 2008—2010
- Джорджи Крофорд 2010—2018
- Колін Гордон 2018-Сьогодні

## У популярній культурі
Односолодове віскі, яке Френк обговорює з Джимом у супермаркеті у фільмі 2002 року «28 днів потому», виробництва винокурні Lagavulin.
У телевізійному шоу Парки і зони відпочинку каналу NBC 16-річне віскі Lagavulin — це улюблений напій Рона Свонсона, персонажа Ніка Оффермана. Віскі п'ють, а пляшки показуються в кадрі протягом усього серіалу і згадують Lagavulin у багатьох серіях. Крім того, Lagavulin — це улюблений напій Оффермана, і в 2015 році було опубліковано повідомлення про те, що Офферман випив пляшку напою, що призвело до сплеску продажів цього віскі. На завершення шоу, Свонсон придбав контрольний пакет акцій винокурні Lagavulin для «диверсифікації його портфеля».
У романі Стіга Ларссона Дівчина, яка підривала повітряні замки, Лісбет Саландер відвідує готель The Rock Hotel на Гібралтарі. Вона замовляє віскі Lagavulin після вивчення пляшок на барі, і, скуштувавши його, відштовхує віскі і просить «щось, що не можна було б використати для просмолювання човна».
У серії «Мертві ірландські письменники» (3 сезон, епізод 15) серіалу NBC Західне крило посол Великої Британії лорд Джон Марбері віддає перевагу віскі Lagavulin у розмові з директором з питань комунікацій Білого дому Тобі Циглером.
У фільмі 2015 року Алоха, генерал Діксон (Алек Болдвін) та полковник «Фінгерс» Лейсі (Денні Макбрайд) пили віскі із винокурні Lagavulin.
У тринадцять четвертому сезоні телевізійного серіалу каналу AMC 2015 року Бійтеся ходячих мерців, персонаж Странд ризикує життям, щоб отримати пляшку Lagavulin.
У 5-му епізоді 18 сезону телесеріалу Ангел Спайк згадує, що Веслі пахне так, ніби він випив Lagavulin.